# Teorema di Cauchy (meccanica del continuo)
Nella meccanica del continuo, il teorema di Cauchy, noto anche come teorema di Cauchy-Poisson, afferma che, in un dominio fluido sottoposto a forze di massa e di contatto, la risultante degli sforzi agente sulla superficie di qualsiasi punto secondo una generica  giacitura {\displaystyle {\underline {n}}} è univocamente definita una volta riferiti gli sforzi a una giacitura cartesiana. Nella definizione delle forze di contatto, infatti, ci si riferisce a una generica giacitura {\displaystyle {\underline {n}}} della superficie, per cui la cui risultante degli sforzi potrebbe avere infiniti gradi di libertà, rendendo il problema indeterminato. In altri termini, il teorema di Cauchy-Poisson afferma che le equazioni cardinali della statica ammettono, oltre alla forma generale, una locale. 

## Dimostrazione

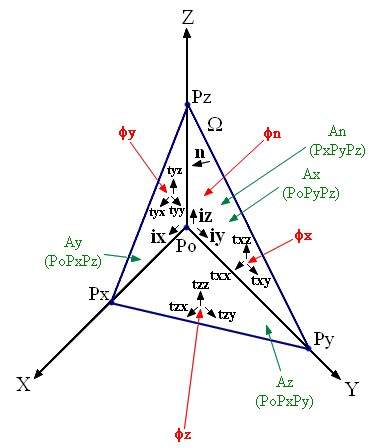
Il tetraedro di Cauchy soggetto a sforzi

Preso un sistema di riferimento cartesiano {\displaystyle \{{\hat {i}}_{x},\ {\hat {i}}_{y},\ {\hat {i}}_{z}\}}centrato in {\displaystyle P_{0}} e con orientamento arbitrario, sul quale la tensione è data dalle distribuzioni degli sforzi:
{\displaystyle {\begin{aligned}&{\underline {\phi }}_{\,x}(P_{0})=\{t_{xx},\ t_{xy},\ t_{xz}\}\\&{\underline {\phi }}_{\,y}(P_{0})=\{t_{yx},\ t_{yy},\ t_{yz}\}\\&{\underline {\phi }}_{\,z}(P_{0})=\{t_{zx},\ t_{zy},\ t_{zz}\}\end{aligned}}}
a partire da una combinazione lineare di queste è possibile ricavare una qualunque {\displaystyle {\underline {\phi }}_{\,n}(P_{0})}, cioè conoscendo tre distribuzioni degli sforzi, relative a tre tagli mutualmente ortogonali, consente di conoscere tutto lo stato tensionale. 
L'intorno tetraedrico di {\displaystyle P_{0}}, individuato dai punti {\displaystyle P_{0}P_{x}P_{y}P_{z}} e di volume {\displaystyle dV}, è detto tetraedro di Cauchy. La faccia {\displaystyle P_{x}P_{y}P_{z}} possiede una giacitura costante {\displaystyle {\underline {n}}=\{n_{x},\ n_{y},\ n_{z}\}}, le cui componenti sono i coseni direttori dello sforzo. Sulla faccia {\displaystyle P_{y}P_{0}P_{z}} agirà la distribuzione di sforzi {\displaystyle {\bar {\phi }}_{x}}, su {\displaystyle P_{x}P_{0}P_{z}} agirà {\displaystyle {\bar {\phi }}_{y}}, su {\displaystyle P_{x}P_{0}P_{y}} agirà {\displaystyle {\bar {\phi }}_{z}} ed infine su {\displaystyle P_{x}P_{y}P_{z}} agirà {\displaystyle {\bar {\phi }}_{n}}. Si consideri quindi questo dominio fluido {\displaystyle \Omega } soggetto ad azioni di contatto su tutte e quattro le facce. Chiamando {\displaystyle dA_{n}} l'areola infinitesima dove agisce la tensione, le {\displaystyle dA_{i}} sono le proiezioni sui piani coordinati di {\displaystyle dA_{n}}:
{\displaystyle {\begin{aligned}&dA_{x}=dA_{n}n_{x}\\&dA_{y}=dA_{n}n_{y}\\&dA_{z}=dA_{n}n_{z}\end{aligned}}}
Le {\displaystyle {\underline {\phi }}_{\,i}(P_{0})} si possono considerare applicate nei baricentri delle facce del tetraedro di Cauchy, dato che gli errori sono infinitesimi; inoltre, nel baricentro del tetraedro agisce anche la forza di gravità {\displaystyle {\underline {F}}_{G}}. Pertanto l'equilibrio alla traslazione è:
{\displaystyle {\begin{aligned}&{\underline {\phi }}_{\,n}dA_{n}-{\underline {\phi }}_{\,x}dA_{x}-{\underline {\phi }}_{\,y}dA_{y}-{\underline {\phi }}_{\,z}dA_{z}-{\cancel {{\underline {F}}_{G}dV}}=\\=\ &{\underline {\phi }}_{\,n}{\cancel {dA_{n}}}-{\underline {\phi }}_{\,x}{\cancel {dA_{n}}}n_{x}-{\underline {\phi }}_{\,y}{\cancel {dA_{n}}}n_{y}-{\underline {\phi }}_{\,z}{\cancel {dA_{n}}}n_{z}=0\end{aligned}}}
da cui si ricava che
{\displaystyle {\underline {\phi }}_{\,n}(P_{0})={\underline {\phi }}_{\,x}(P_{0})\,n_{x}\ +{\underline {\phi }}_{\,y}(P_{0})\,n_{y}+{\underline {\phi }}_{\,z}(P_{0})\,n_{z}\implies {\begin{cases}\phi _{nx}=t_{xx}n_{x}+t_{yx}n_{y}+t_{zx}n_{z}\\\phi _{ny}=t_{xy}n_{x}+t_{yy}n_{y}+t_{zy}n_{z}\\\phi _{nz}=t_{xz}n_{x}+t_{yz}n_{y}+t_{zz}n_{z}\end{cases}}}
il che equivale ad affermare la linearità di {\displaystyle {\underline {\phi }}_{\,n}} rispetto a {\displaystyle {\underline {n}}}. La precedente relazione può essere riscritta in forma tensoriale come:
{\displaystyle {\begin{Bmatrix}\phi _{nx}\\\phi _{ny}\\\phi _{nz}\end{Bmatrix}}_{(P_{0})}{\!\!\!\!\!\!}=\underbrace {\begin{bmatrix}t_{xx}&t_{yx}&t_{zx}\\t_{xy}&t_{yy}&t_{zy}\\t_{xz}&t_{yz}&t_{zz}\end{bmatrix}} _{\displaystyle {\underline {\underline {T}}}}\cdot {\begin{Bmatrix}n_{x}\\n_{y}\\n_{z}\end{Bmatrix}}\implies {\underline {\phi }}_{\,n}={\underline {\underline {T}}}\cdot {\underline {n}}}
dove {\displaystyle {\underline {\underline {T}}}} è il tensore delle tensioni in {\displaystyle P_{0}}, noto il quale è possibile conoscere completamente lo stato tensionale.